# Saybia
Saybia er en dansk rockgruppe, som blev dannet i Nyborg i 1993. På daværende tidspunkt bestod bandet af fire medlemmer, men et af medlemmerne besluttede at forlade gruppen, hvilket lod Søren Huss, Jeppe Langebek Knudsen og Palle Sørensen tilbage. Sidenhen kom henholdsvis keyboardspiller og en guitarist til og dannede det band som vi kender i dag. Saybia debuterede med deres selvbetitlede EP i 2001, som solgte 12.000 eksemplarer. De brød for alvor i igennem i 2002 med debutalbummet The Second You Sleep, og blev det første danske band til at gå direkte ind som #1 på hitlisten med et debutalbum. Især titelnummeret blev et stort hit, og albummet solgte 100.000 eksemplarer på blot et halvt år, og blev det bedst sælgende album i 2002. Saybia modtog prisen for Årets danske album og Årets danske gruppe ved Danish Music Awards 2003, ligesom forsanger Søren Huss blev Årets danske sanger. I 2004 udkom These Are the Days, der rundede 40.000 solgte eksemplarer. Saybia's tredje album, Eyes on the Highway, blev udgivet i 2007. Mens albummet blev en mindre succes i forhold til de to tidligere album – med 15.000 solgte eksemplarer i Danmark – lå det i top 20 på hitlisterne i Holland, Norge og Schweiz.
I september 2008 annoncerede bandet at de ville holde pause på ubestemt tid efter den forestående efterårsturné.
Saybia spilledede deres første comeback-koncerter i juli og august 2010 i Holland. I december 2014 offentliggjorde Saybia at deres fjerde studiealbum udkommer i foråret 2015. Under indspilningerne til albummet valgte guitarist Sebastian Sandstrøm at forlade bandet, og blev erstattet af Kasper Rasmussen.
Saybia er også populære uden for Danmark, især i lande som Holland og Schweiz, og har således også turneret store dele af Europa samt USA og Japan. I 2002 var Saybia opvarmning for den norske popgruppe a-ha under deres turné i Tyskland.
Navnet Saybia er efter sigende en sammensætning af de to engelske ord "say" og "phobia", eller rettere en anglisering af "fobien for at tale". Den oprindelige forklaring fra bandets side var dog, at navnet var inspireret af et logo på et bækken fra firmaet Sabian.

## Hæder
Danish Music Awards
| År   | Modtager/nomineret arbejde | Pris                        | Resultat |
| ---- | -------------------------- | --------------------------- | -------- |
| 2002 | Saybia                     | Årets Danske Rock Udgivelse | Vundet   |
| 2003 | The Second You Sleep       | Årets Danske Album          | Vundet   |
| 2003 | Saybia                     | Årets Danske Gruppe         | Vundet   |
| 2003 | Søren Huss                 | Årets Danske Sanger         | Vundet   |

GAFFA-prisen
| År   | Modtager/nomineret arbejde | Pris                  | Resultat |
| ---- | -------------------------- | --------------------- | -------- |
| 2001 | Saybia                     | Årets Nye Danske Navn | Vundet   |
| 2002 | The Second You Sleep       | Årets Danske Album    | Vundet   |
| 2002 | Saybia                     | Årets Danske Band     | Vundet   |

P3 Guld
| År   | Modtager/nomineret arbejde | Pris            | Resultat  |
| ---- | -------------------------- | --------------- | --------- |
| 2001 | Saybia                     | P3 Prisen       | Vundet    |
| 2002 | The Second You Sleep       | P3 Albummet     | Nomineret |
| 2002 | Saybia                     | P3 Kunstneren   | Vundet    |
| 2002 | ”The Second You Sleep”     | P3 Hittet       | Nomineret |
| 2002 | "The Second You Sleep"     | P3 Lytterhittet | Vundet    |
| 2004 | Saybia                     | P3 Kunstneren   | Nomineret |

## Medlemmer
- Søren Huss – vokal og akustisk guitar
- Jeppe Langebek Knudsen – bas
- Palle Sørensen – trommer
- Kasper Rasmussen – guitar (2014–nu)
- Jess Jensen – keyboard

Tidligere medlem
- Sebastian Sandstrøm – guitar (1993–2014)

## Diskografi

### Album
| År   | Album                     | Højeste placering | Højeste placering | Højeste placering | Højeste placering | Certificering                |
| År   | Album                     | DAN               | HOL               | NOR               | SCH               | Certificering                |
| ---- | ------------------------- | ----------------- | ----------------- | ----------------- | ----------------- | ---------------------------- |
| 2002 | The Second You Sleep      | 1                 | 38                | 1                 | 65                | - DAN: 7× Platin - NOR: Guld |
| 2004 | These Are the Days        | 1                 | 8                 | 3                 | 13                | - DAN: Platin                |
| 2007 | Eyes on the Highway       | 2                 | 6                 | 17                | 15                | - DAN: Guld                  |
| 2015 | No Sound from the Outside | 7                 | 9                 | –                 | 81                |                              |

### EP'er
- Saybia (1996)
- Dawn Of A New Life (1998)
- Chapter 3 (2000)
- Fool's Corner (2001)
- Saybia (2001)
- Live EP (2003)

### Singler
- "The Day After Tomorrow" (2002)
- "Fool's Corner" (2002)
- "In Spite Of" (2002)
- "7 Demons" (2002)
- "The Second You Sleep" (2002)
- "Brilliant Sky" (2004)
- "I Surrender" (2004)
- "Bend the Rules" (2004)
- "Guardian Angel" (2005)
- "Angel" (2007)
- "On Her Behalf" (2008)
- "Hollow Is Your Promise" (2015)